# Tillandsia jarmilae
Tillandsia jarmilae là một loài thực vật có hoa trong họ Bromeliaceae. Loài này được Halda mô tả khoa học đầu tiên năm 2005.